# Authezat
Authezat is een gemeente in het Franse departement Puy-de-Dôme (regio Auvergne-Rhône-Alpes) en telt 499 inwoners (1999). De plaats maakt deel uit van het arrondissement Clermont-Ferrand.

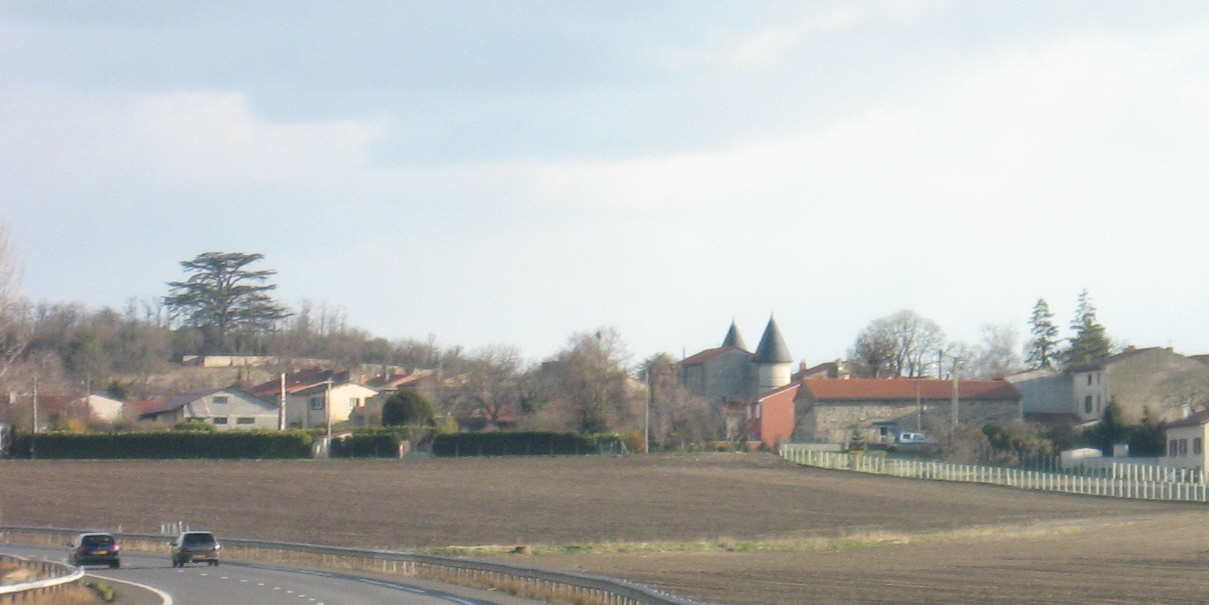
Authezat gezien vanaf de A75

## Geografie
De oppervlakte van Authezat bedraagt 5,8 km², de bevolkingsdichtheid is 86,0 inwoners per km².
De onderstaande kaart toont de ligging van Authezat met de belangrijkste infrastructuur en aangrenzende gemeenten.

## Demografie
Onderstaande figuur toont het verloop van het inwonertal (bron: INSEE-tellingen).